# Liste der Naturschutzgebiete in Ingolstadt
In Ingolstadt gibt es ein Naturschutzgebiet.
| Name                          | Bild | Kennung                   | Kreis                           | Einzelheiten | Position | Fläche Hektar | Datum |
| ----------------------------- | ---- | ------------------------- | ------------------------------- | --- | -------- | ------------- | ----- |
| Donauauen an der Kälberschütt |      | NSG-00416.01 WDPA: 162780 | Ingolstadt, Landkreis Eichstätt | Großmehring Naturnahe Auenbiotope, bestehend aus Weichholz- und Hartholzauenwäldern, markanten Einzelbäumen und Baumgruppen sowie Altwässer. Ingolstadt 93,19 ha, LK Eichstätt 22,87 ha | ⊙        | 116,06        | 1988  |
| Legende für Naturschutzgebiet |      |                           |                                 | |          |               |       |